# Сайлент Хілл 2
«Сайлент Хілл 2» (англ. Silent Hill: Revelation 3D, укр. Мовчазний пагорб: Об'явлення) — фільм жахів 2012 року. Сюжет заснований на третій частині однойменної гри. У цьому фільмі присутні деякі актори з першого фільму.

## Сюжет
Хізер Мейсон, прийомна дочка Гаррі Мейсона, вирушає на пошуки викраденого вітчима. В результаті вона опиняється у проклятому місті.

## У ролях
| Актор              | Роль                              |
| ------------------ | --------------------------------- |
| Аделаїда Клеменс   | Хізер Мейсон / Шерон Да Сілва     |
| Кіт Герінґтон      | Вінсент Сміт                      |
| Шон Бін            | Гаррі Мейсон / Крістофер Да Сілва |
| Керрі-Енн Мосс     | Клаудія Вульф                     |
| Малкольм Макдавелл | Леонард Вульф                     |
| Мартін Донован     | Дуґлас Картленд                   |
| Дебора Кара Ангер  | Далія Гіллеспі                    |
| Рада Мітчелл       | Роуз Да Сілва                     |
| Хізер Маркс        | Сукі                              |

## Історія створення
Режисер попереднього фільму Крістоф Ганс спочатку планував взятися за знімання другої кінокартини. Він хотів уникнути помилок, допущених при роботі над першим фільмом і домовився з продюсерами про збереження візуального стилю серії. Ганс планував розпочати знімання після закінчення робіт над такими проєктами як «Водила» (англ. Driver) і «Шлях самурая» (англ. Onimusha). Втім, наприкінці 2006 року він зробив заяву про те, що зважаючи зайнятості не може зайняти місце режисера сиквела, але волів би порекомендувати на це місце когось зі знайомих йому європейських колег, бажано француза. Крістоф робив особливий акцент на тому, що фільм повинен бути «знятий не по-голлівудськи».
Аналогічні заяви робив в 2007 році і сценарист «Сайлент Хілла» Роджер Евері, заявивши, що не збирається брати участь у створенні фільму, якщо в ньому не бере участі Ганс. Пізніше, письменник Брет Елліс озвучив намір сценариста змінити своє рішення. Роджер написав сценарій для продовження. Тим не менше, після того, як Евері у вересні 2009 року був засуджений за спричинення смерті з необережності на один рік тюремного ув'язнення за наїзд на пішохода, питання про його участь у зніманні фільму знову став неясним. Масахару Іто пропонували брати участь у розробці дизайну монстрів, але він відмовився. Втрата ключових співавторів фільму загальмувала процес створення картини.